# Departamento de Emergencias

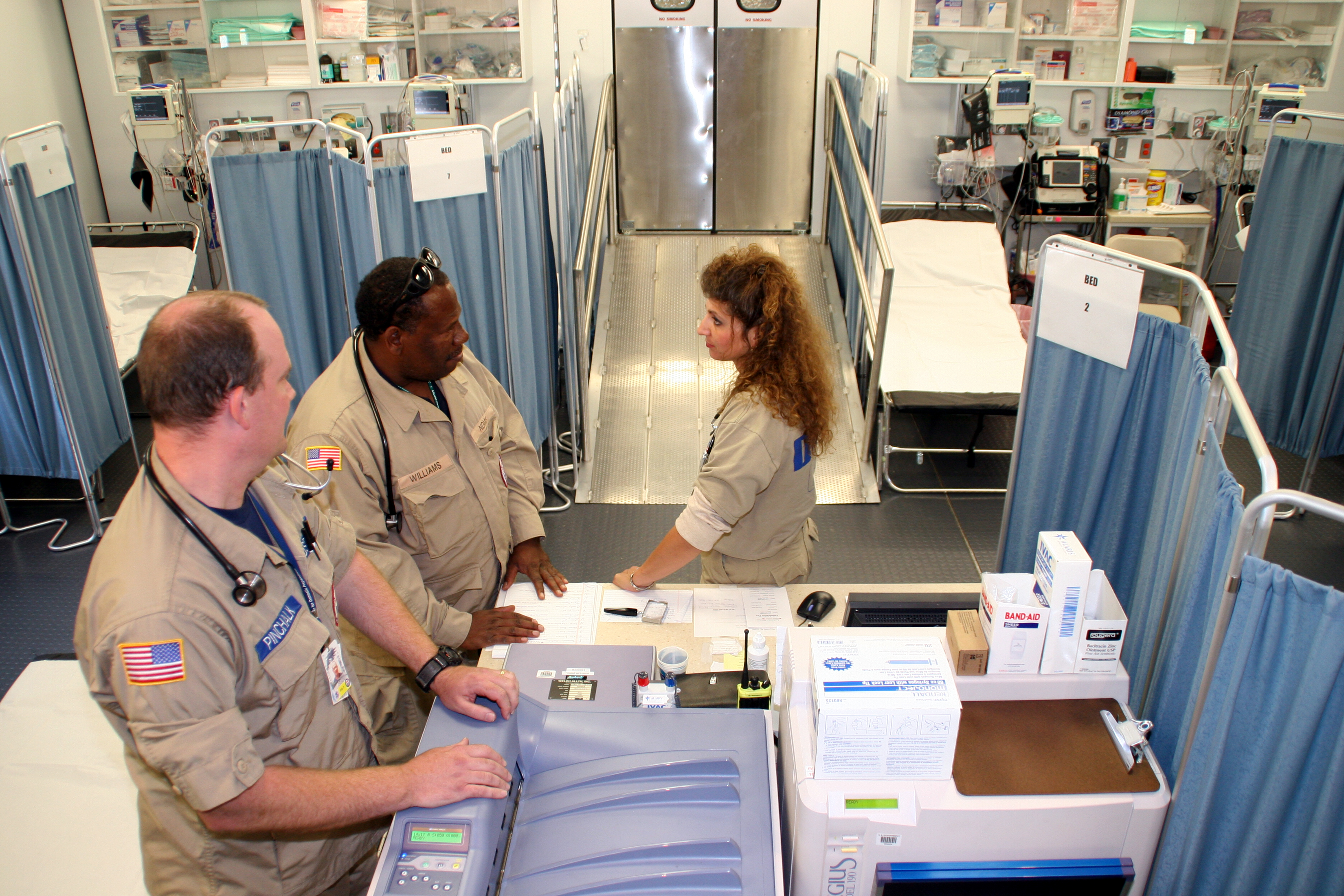
Personal médico en una sala de urgencias en Luisiana, Estados Unidos.

El Departamento de Emergencias (DE), a veces denominado Accidentes y Emergencia (A & E), Sala de Urgencias (SU), Pabellón de Urgencias, Emergency Ward (EW) o Departamento de Accidentes, es un hospital o departamento de atención primaria o sección de un hospital que ofrece un tratamiento inicial de pacientes con un amplio espectro de enfermedades y lesiones, algunas de las cuales pueden ser potencialmente mortales y requieren atención inmediata. En algunos países, los servicios de urgencias se han convertido en importantes puntos de entrada para quienes no tienen otros medios de acceso a la atención médica. Personal de los equipos de tratamiento de pacientes de emergencia y proporcionar apoyo a los miembros de la familia. Los servicios de emergencia de la mayoría de los hospitales operan todo el día, aunque los niveles de dotación de personal intenten de reflejar el volumen de pacientes. La mayoría de los pacientes buscan el Departamento de Emergencia en la tarde y horas de la noche, y la dotación de personal refleja este fenómeno.

## Historia
El primer centro especializado de atención de trauma en el mundo se abrió en 1911 en los Estados Unidos en la Universidad de Louisville Hospital en Louisville, Kentucky, y fue desarrollado por el cirujano Arnold Griswold durante la década de 1930. Griswold también está equipado de policía y vehículos de bomberos con suministros médicos y funcionarios capacitados para dar atención de emergencia, mientras se dirigía al hospital.

## Diseño
Un servicio de urgencias típico tiene varias áreas diferentes, cada una especializada para los pacientes con niveles de gravedad o tipos de la enfermedad.
Hoy en día, un hospital típico tiene su departamento de emergencias en su propia sección de la planta baja del terreno, con su propia entrada dedicada. Como los pacientes pueden llegar en cualquier momento y con cualquier queja, una parte clave del funcionamiento de un departamento de emergencias es la priorización de los casos según la necesidad clínica.[3] Este proceso se llama triaje.
El triaje es normalmente la primera etapa por la que pasa el paciente y consiste en una breve evaluación, que incluye un conjunto de signos vitales y la asignación de una «dolencia principal» (por ejemplo, dolor en el pecho, dolor abdominal, dificultad para respirar, etc.). La mayoría de los departamentos de emergencia tienen un área dedicada para que se lleve a cabo este proceso y pueden tener personal dedicado a realizar nada más que una función de clasificación. En la mayoría de los departamentos, esta función la realiza una enfermera de triaje, aunque dependiendo de los niveles de capacitación en el país y el área, otros profesionales de la salud pueden realizar la clasificación de triaje, incluidos paramédicos y médicos. El triage generalmente se realiza cara a cara cuando el paciente se presenta, o se puede realizar una forma de triage por radio con un equipo de ambulancia; en este método, los paramédicos llamarán al centro de clasificación del hospital con una breve actualización sobre un paciente entrante, que luego será clasificado en el nivel de atención adecuado.
La mayoría de los pacientes serán inicialmente evaluados en el triaje y luego trasladados a otra área del departamento, o a otra área del hospital, con su tiempo de espera determinado por su necesidad clínica. Sin embargo, algunos pacientes pueden completar su tratamiento en la etapa de triaje, por ejemplo, si la afección es muy leve y puede tratarse rápidamente, si solo se requiere asesoramiento o si el departamento de emergencias no es un punto de atención adecuado para el paciente. Por el contrario, los pacientes con afecciones evidentemente graves, como un paro cardíaco, evitarán el triaje por completo y se trasladarán directamente a la parte apropiada del departamento.
El área de reanimación, comúnmente conocida como «Trauma» o «Resus», es un área clave en la mayoría de los departamentos. En esta área se atenderá a los pacientes con enfermedades o lesiones más graves, ya que contiene el equipo y el personal necesarios para atender enfermedades y lesiones que ponen en peligro la vida de forma inmediata. En tales situaciones, el tiempo en el que se trata al paciente es crucial. El personal típico de reanimación incluye al menos un médico tratante y al menos una, y generalmente dos, enfermeras con capacitación en trauma y soporte vital cardíaco avanzado. Este personal puede estar asignado al área de reanimación durante todo el turno o puede estar «de guardia» para la cobertura de reanimación (es decir, si se presenta un caso crítico a través de una ambulancia o triaje sin cita previa, se llamará al equipo al área de reanimación para tratar el caso de inmediato). Los casos de reanimación también pueden ser atendidos por residentes, radiógrafos, personal de ambulancia, terapeutas respiratorios, farmacéuticos de hospital y estudiantes de cualquiera de estas profesiones, según la combinación de habilidades necesarias para cada caso determinado y si el hospital brinda o no servicios de enseñanza.
Los pacientes que muestren signos de estar gravemente enfermos pero que no corran peligro inmediato de vida o extremidades serán clasificados en «cuidados agudos» o «mayores», donde serán atendidos por un médico y recibirán una evaluación y un tratamiento más completos. Ejemplos de "mayores" incluyen dolor en el pecho, dificultad para respirar, dolor abdominal y molestias neurológicas. En esta etapa se pueden realizar pruebas de diagnóstico avanzadas, incluidas pruebas de laboratorio de sangre y/u orina, ultrasonografía, tomografía computarizada o resonancia magnética. También se administrarán los medicamentos apropiados para controlar la condición del paciente. Dependiendo de las causas subyacentes del problema principal del paciente, es posible que se le dé de alta de esta área o se le admita en el hospital para recibir tratamiento adicional.
Los pacientes cuya condición no ponga en peligro la vida de inmediato serán enviados a un área adecuada para tratarlos, y estas áreas generalmente se denominan áreas de atención inmediata o de menores. Es posible que aún se haya encontrado que tales pacientes tienen problemas significativos, incluidas fracturas, dislocaciones y laceraciones que requieren sutura.
Los niños pueden presentar desafíos particulares en el tratamiento. Algunos departamentos tienen áreas dedicadas a pediatría, y algunos departamentos emplean a un terapeuta de juego cuyo trabajo es hacer que los niños se sientan cómodos para reducir la ansiedad causada por visitar el departamento de emergencias, así como brindar terapia de distracción para procedimientos simples.
Muchos hospitales tienen un área separada para la evaluación de problemas psiquiátricos. Suelen estar integrados por psiquiatras, enfermeras de salud mental y trabajadores sociales. Por lo general, hay al menos una habitación para personas que representan un riesgo activo para ellos mismos o para otros (por ejemplo, suicidas).
Las decisiones rápidas en casos de vida o muerte son críticas en los departamentos de emergencia de los hospitales. Como resultado, los médicos se enfrentan a grandes presiones para realizar pruebas y tratamientos excesivos. El miedo a perderse algo a menudo conduce a análisis de sangre adicionales y exploraciones por imágenes para lo que pueden ser dolores de pecho inofensivos, golpes de cabeza comunes y corrientes y síntomas no amenazantes.

## Organización
Un hospital con un servicio de urgencias por lo general ha destacado la lectura de señalización de emergencia o de accidente y de emergencia (a menudo con el texto en blanco sobre fondo rojo) y una flecha para indicar que los pacientes deben continuar. Algunos estados estadounidenses estrechamente regular el diseño y el contenido de tales signos y requieren de palabras como «Servicio Integral de Emergencias Médicas» y «médico de turno», para evitar que las personas necesitadas de cuidados críticos de presentar a las instalaciones que no están totalmente equipadas y dotadas de personal.

## Nomenclatura
En Australia y Canadá, normalmente se le conoce como el Departamento de Emergencia o Emergency. En México se le conoce como 066 al sistema que activa las unidades de urgencia.
En el Reino Unido, Nueva Zelanda, Hong Kong, Singapur e Irlanda, el departamento es conocido como A & E (Accident & Emergency). En respuesta a la serie de "lesiones menores” que se presentan a menudo dentro del departamento, algunos hospitales eligieron sólo utilizar el término DE (Departamento de Emergencia) para hacer hincapié en los casos urgentes. A pesar de esto, todas las señales de tráfico para el departamento en el Reino Unido Leer A & E, y esto no ha cambiado. La mayoría de los hospitales de enseñanza y hospitales generales de distrito (DGHS) tienen un departamento de A & E. El departamento más grande en el Reino Unido está en la ciudad de Leicester (Leicester Royal Infirmary). El concepto de Siniestros, que precedió a A & E en el Reino Unido (y aún a veces de manera informal utiliza para designar el servicio de urgencias de un hospital) ya no es considerada adecuada por el personal médico de emergencia en el Reino Unido e Irlanda, por similares razones ya mencionadas.
En los Estados Unidos un servicio de urgencias se refiere a menudo a laicos y profesionales de la medicina como una sala de emergencia o de un "ER". [Los profesionales médicos la llaman de vez en cuando cualquiera que sea su nombre está dentro de sus hospitales específicos, o simplemente "de emergencia".] El término "sala de emergencia" se basa en el uso histórico y es un término equivocado hoy, para instalaciones de emergencia de un hospital moderno no consisten sólo una habitación individual. El ER interactúa con todos los demás departamentos en el hospital y con frecuencia representa un porcentaje significativo de la carga de trabajo del hospital y las finanzas.
Durante la década de 1990, un esfuerzo comenzó a cambiar a la más exacta expresión departamento de emergencia (ED), que es un término cada vez más utilizado por los miembros de la especialidad a nivel internacional. El nombre de actualización aún no ha capturado a la opinión pública americana , tal vez debido en parte a la popularidad de la serie de televisión ER, y el mercadeo de la abreviatura "ED" de la disfunción eréctil por compañías farmacéuticas. Sin embargo, el término tiene una amplia difusión entre el personal de la medicina de emergencia. Los hospitales también pueden referirse al departamento con diferentes nombres, tales como la sala de urgencias, centro de urgencias, unidad de emergencia, etc.
Las principales revistas, incluyendo la revista Annals of Emergency Medicine, publicada por el Colegio Americano de Médicos de Emergencia, y el Diario de Medicina de Emergencia (emj) de la Asociación Británica de Medicina de Emergencia (BAEM), utilice sistemáticamente el servicio de urgencias del plazo.
En algunos países, incluyendo Estados Unidos, Europa y Canadá, una instalación más pequeña que puede prestar ayuda en casos de emergencia médica que se conoce como una clínica. Las comunidades más grandes tienen a menudo a las clínicas donde las personas con problemas médicos que no se considera lo suficientemente grave como para justificar una visita al departamento de emergencia puede ser visto. Estas clínicas a menudo no funcionan las 24 horas.
El término "urgencia" en lugar de "emergencia" se utiliza en algunos países de América Latina. Los departamentos de emergencia son conocidas como "servicios de urgencia" (o en Chile, popularmente llamado "Posta") y que funcionan de manera similar a los servicios de emergencia europeo.

## Estados Unidos
Muchas salas de emergencia de EE. UU. están excesivamente ocupadas. Un estudio de los médicos del área de Nueva York en febrero de 2007 reveló que las lesiones e incluso muertes han sido causadas por el exceso de espera de camas de hospital por pacientes ER. Un estudio de 2005 encontró un paciente ER tiempo de espera promedio de 2,3 horas en Iowa a 5,0 horas en Arizona.
Una inspección de los hospitales de la zona de Los Ángeles por el personal del Congreso encontró el funcionamiento exigencias ambientales en un promedio de 116% de la capacidad (lo que significa que hay más enfermos de los espacios de tratamiento disponibles) con camas suficientes para alojar a las víctimas de un ataque terrorista el tamaño del tren en Madrid en 2004 atentados. Tres de los cinco centros de nivel I trauma fueron en "desviación", es decir, con todas las ambulancias, pero los pacientes más gravemente heridos estaban siendo dirigidos en otra parte porque la sala de urgencias no podría adaptarse a cualquier forma segura a más pacientes. Esta controvertida práctica se prohibió en Massachusetts (a excepción de incidentes importantes, como un incendio en la sala de urgencias), a partir del 1 de enero de 2009, en respuesta, los hospitales han dedicado más personal a la sala de urgencias en las horas punta y se trasladó algunos de los procedimientos electivos que no las horas pico.
En 2009, había 1.800 exigencias ambientales en los Estados Unidos.

## Reino Unido
Todos los departamentos de A & E en todo el Reino Unido son financiadas y gestionadas por el NHS de cada uno de los países constituyentes (Inglaterra, Escocia, Gales e Irlanda del Norte). Como con la mayoría de los servicios del NHS, la atención de emergencia se presta a todos, tanto los ciudadanos residentes y los que no residen habitualmente en el Reino Unido, gratis en la punta de sus necesidades e independientemente de cualquier capacidad de pago.
Históricamente, el tiempo de espera para evaluación en los A & E aon muy largos, en algunas zonas del Reino Unido. En octubre de 2002, el Departamento de Salud introdujo un objetivo de cuatro horas en los departamentos de emergencia de que los departamentos deben evaluar y tratar a los pacientes dentro de las cuatro horas de su llegada, con la derivación y la evaluación de otros departamentos si se considera necesario. La política actual es que el 98% de todos los casos los pacientes no "violación" estos cuatro horas de espera.
El objetivo 4-horas a la introducción de la unidad de evaluación aguda (también conocida como la unidad de valoración médica), que trabaja junto con el departamento de emergencia, pero fuera de ella a efectos estadísticos en la gestión del ciclo de la cama. Se afirma que aunque los objetivos de A & E se han traducido en mejoras significativas en los tiempos de terminación, el objetivo actual no habría sido posible sin alguna forma de re-paciente designación o re-etiquetado que tienen lugar, las mejoras tan cierto son algo menores que las cifras título podría sugerir y es dudoso que un objetivo único (ajuste todos los A & E y servicios conexos) es sostenible.

## La experiencia del paciente
Si las expectativas de servicio del paciente no se cumple, hay formas de poner remedio a esta deficiencia. Servicio de recuperación es una herramienta eficaz para prevenir la deserción de los pacientes, pero es necesario tener un plan bien diseñado en el lugar antes del evento se produce. La retención de los pacientes puede tener un impacto financiero significativo.
Los pacientes son cada vez más sofisticados y la industria de la salud debe tomar nota de esto. Otros sectores de la economía están proporcionando una calidad cada vez más altos de servicio y están elevando las expectativas de los consumidores junto con ella. Si moteles económicos, las compañías aéreas de bajo coste y las salidas de lubricación rápida de automóviles puede producir constantemente encuentros de servicio de alta calidad, los pacientes sólo tendrán que esperar mucho más de alta tecnología y alto costo encuentros médicos.

## Paro cardíaco
El paro cardíaco puede ocurrir en cualquier lugar, ya sea en sala de emergencias, o un paciente puede ser transportado en ambulancia al servicio de urgencias ya en este estado. El tratamiento es de soporte vital básico y soporte vital avanzado como se enseña en soporte vital avanzado y cursos avanzados de soporte vital cardíaco. Esta es una de inmediato afección potencialmente mortal que requiere una acción inmediata en los casos salvables.

## Ataque cardiaco
Los pacientes que llegan al servicio de urgencias con un infarto de miocardio (ataque al corazón) es probable que se trasladado a la zona de reanimación. Ellos recibirán el oxígeno y el seguimiento y tomar un ECG temprana; aspirina se dará si no está contraindicada o administrada ya por el equipo de ambulancias, la morfina o la diamorfina se dará para el dolor; mejilla sub lingual (bajo la lengua) o bucal (entre el y el la encía superior) nitroglicerina [nitroglicerina] (NGT o NTG) se dará, salvo que esté contraindicado por la presencia de otras drogas, como fármacos para tratar la disfunción eréctil.
Un ECG que revela una elevación del segmento ST o nuevo bloqueo de rama izquierda sugiere un bloqueo completo de una de las principales arterias coronarias. Estos pacientes requieren reperfusión inmediata (reapertura) del vaso ocluido. Esto puede lograrse de dos maneras: [trombólisis] (disuelven los coágulos medicamento) o angioplastia coronaria transluminal percutánea (ACTP). Ambos son eficaces para reducir significativamente la mortalidad del infarto de miocardio. Muchos centros se están desplazando a la utilización de la ACTP, ya que es algo más efectiva que la trombólisis si se puede administrar temprano. Esto puede implicar el traslado a un centro cercano, con instalaciones para la angioplastia.

## Trauma
Trauma mayor, el plazo para los pacientes con lesiones múltiples, a menudo de un accidente de tráfico o una caída importante, a veces se manejan en el Departamento de Emergencia. Sin embargo, trauma es una (quirúrgica) especialidad de la medicina de emergencia (que es una especialidad médica, y tiene certificaciones en los Estados Unidos de la Junta Americana de Medicina de Emergencia).
El trauma es tratado por un equipo de trauma que ha sido entrenado especialmente, utilizando los principios enseñados en la internacionalmente reconocida Advanced Trauma Life Support (ATLS) del American College of Surgeons. Algunos otros organismos internacionales de formación han empezado a organizar cursos similares basados en los mismos principios.
Los servicios que se proporcionan en un departamento de emergencia pueden variar desde simples radiografías y la fijación de huesos rotos a los de un completo centro de la escala de trauma. Una oportunidad de supervivencia del paciente ha mejorado considerablemente si el paciente recibe el tratamiento definitivo (cirugía o reperfusión) dentro de una hora de un accidente (como un accidente automovilístico) o la aparición de enfermedades agudas (como un ataque al corazón). Este período de tiempo crítico es comúnmente conocida como la «hora de oro».
Algunos departamentos de emergencia en hospitales más pequeños se encuentran cerca de un helipuerto, que es utilizada por los helicópteros para transportar a un paciente a un centro de trauma. Esta transferencia entre el hospital se hace a menudo cuando un paciente requiere la atención médica avanzada disponible en la instalación local. En tales casos, el departamento de emergencia sólo puede estabilizar al paciente para su transporte

## Enfermedad Mental
Algunos pacientes llegan a un servicio de urgencias por una denuncia de la enfermedad mental. En muchas jurisdicciones (incluyendo a muchos estados de los EE. UU.), los que parecen ser un enfermo mental y que presente un peligro para sí mismos u otros puedan ser llevados contra su voluntad al servicio de urgencias por agentes del orden para el examen psiquiátrico. El departamento lleva a cabo certificación médica de emergencia más aguda y trata los trastornos del comportamiento. Desde el servicio de urgencias, los pacientes con enfermedades mentales importantes pueden ser transferidos a una unidad psiquiátrica (en muchos casos involuntariamente).

## Asma y EPOC
Las exacerbaciones agudas de las enfermedades respiratorias crónicas, principalmente el asma y enfermedad pulmonar obstructiva crónica (EPOC), son evaluados como emergencias y tratados con terapia de oxígeno, broncodilatadores, corticoides o teofilina, tienen una radiografía de tórax urgente-ray y gases en sangre arterial y se refiere intensiva atención si es necesario. La ventilación no invasiva en el ED ha reducido la necesidad de intubación en muchos casos de las exacerbaciones graves de la EPOC.

## Instalaciones especiales, la capacitación y el equipo
Un departamento de urgencias requiere diferentes equipos y diferentes enfoques que la mayoría de las divisiones del hospital. Los pacientes suelen llegar con condiciones inestables, por lo que debe ser tratada rápidamente. Pueden ser inconsciente, y la información, tales como su historial médico, alergias, y el tipo de sangre no puede estar disponible. El personal del departamento de emergencias están capacitados para trabajar de forma rápida y eficaz, incluso con un mínimo de información.
El personal del departamento de emergencias también debe interactuar eficazmente con los proveedores de atención prehospitalaria, tales como técnicos sanitarios, auxiliares sanitarios, y otros que en ocasiones se basa en el departamento de emergencias. Los proveedores de equipos pre-hospitalarios pueden usar equipos desconocidos para el médico promedio, pero los médicos del departamento d emergencias debe ser experto en el uso (y de forma segura la eliminación de) los equipos especializados, ya que los dispositivos tales como los militares anti-Pantalones de choque ( "MACS") y férulas de tracción requieren procedimientos especiales. Entre otras razones, dado que debe ser capaz de manejar equipo especializado, los médicos pueden especializarse en medicina de emergencia, y los departamentos de emergencias emplean muchos especialistas de ese tipo.
El personal del departamento de emergencias tienen mucho en común con la ambulancia y los bomberos, médicos de combate, equipos de búsqueda y rescate, y los equipos de respuesta a desastres. A menudo, la formación conjunta y ejercicios de práctica, se han organizado para mejorar la coordinación de este sistema de respuesta compleja. Los departamentos de emergencias más usados intercambian una gran cantidad de equipos con personal de ambulancia, y ambos deben prevé sustituir, devolver o reembolsar los artículos costosos.
Paros cardiacos y los traumas graves son relativamente comunes en los departamentos de emergencias, por lo que desfibriladores, ventiladores automáticos y las máquinas de la CPR, controladores de sangrado se utilizan en gran medida. La supervivencia en estos casos es mucho mayor al reducir el tiempo de espera para intervenciones clave, y en los últimos años algunos de estos equipos especializados se ha extendido a los ajustes prehospitalaria. El ejemplo más conocido es desfibriladores, que se extendió primero a las ambulancias, a continuación, en una versión automática a los coches de policía, y más recientemente a los espacios públicos tales como aeropuertos, edificios de oficinas, hoteles e incluso centros comerciales.
Porque el tiempo es un factor esencial en el tratamiento de emergencia, departamentos de emergencias suelen tener sus propios equipos de diagnóstico para evitar la espera de los equipos instalados en otros lugares en el hospital. Casi todos tienen una sala de rayos X, y muchos tienen ahora las instalaciones de radiología completa, incluyendo equipos de TC y equipos de ultrasonografía. Servicios de laboratorio pueden ser manejados de manera prioritaria por el laboratorio del hospital, o los departamentos de emergencias pueden tener su propio «STAT Lab» para los laboratorios básicos (hemograma, grupo sanguíneo, las pantallas de toxicología, etc.) que debe ser devuelto rápidamente.

## No uso de emergencia
Las métrica aplicables a los departamentos de emergencia se pueden agrupar en tres categorías principales, volumen, tiempo de ciclo, y la satisfacción del paciente. Indicadores de volumen como de llegadas por hora, el porcentaje de camas ocupadas en los departamentos de emergencias y la edad de los pacientes se entienden en un nivel básico en todos los hospitales como una indicación de las necesidades de personal.
Mediciones del tiempo de ciclo son los pilares de la evaluación y el seguimiento de la eficiencia del proceso y están menos extendidas, ya que un esfuerzo activo es necesario para recopilar y analizar estos datos. Indicadores de satisfacción del paciente, ya comúnmente recogidos por grupos de médicos y hospitales, son útiles para demostrar el impacto de los cambios en la percepción del paciente de la atención en el tiempo. Desde métricas satisfacción de los pacientes son derivados y subjetiva, que son menos útiles en la mejora del proceso primario.
En muchos Primary Care Trusts puede existir fuera del horario de los servicios del médico a veces conocido como Keydoc o algo similar (que varían por área) proporcionados por voluntarios médicos generales.
Pacientes que acuden a urgencias por quejas menores no contribuyen significativamente a la carga de trabajo del departamento.(A pesar del nivel de las quejas del público en general y por el personal médico.) Estudios, en Australia, al menos, han demostrado que la mejora de después de horas de acceso GP no tiene ningún efecto sobre la carga de trabajo de Educación o los tiempos de espera.
En los Estados Unidos, y muchos otros países, los hospitales están empezando a crear zonas en las salas de emergencia para las personas con lesiones leves. Estos se refieren comúnmente como «fast track o menor de cuidados». Estas unidades son para la gente con la vida no amenazante lesiones. El uso de estas unidades dentro de un departamento se han demostrado mejorar significativamente el flujo de pacientes a través de un departamento y para reducir los tiempos de espera. Clínicas de atención urgente son otra alternativa, donde los pacientes pueden ir a recibir atención inmediata para no poner en peligro las condiciones de vida.

## Médicos en formación
Los médicos en formación forman una gran parte de la atención médica en los servicios de emergencia.
En los Estados Unidos, se llaman "residentes" y son supervisados por la junta ABEM certificados médicos de cabecera.
En el Reino Unido, muchos médicos rotan por el servicio de urgencias, como durante su año de fundación segunda (F2), o como parte de un programa de rotación de especialidades de formación en la práctica general o Medicina de Emergencias.